# John Pugh (Politiker, 1761)
John Pugh (* 2. Juni 1761 in Hilltown, Bucks County, Province of Pennsylvania; † 13. Juli 1842 in Doylestown, Pennsylvania) war ein US-amerikanischer Politiker. Zwischen 1805 und 1809 vertrat er den Bundesstaat Pennsylvania im US-Repräsentantenhaus.

## Werdegang
John Pugh besuchte die öffentlichen Schulen seiner Heimat. In den 1770er Jahren schloss er sich der amerikanischen Revolution an und nahm zeitweise am Unabhängigkeitskrieg teil. Dabei brachte er es bis zum Hauptmann. Danach arbeitete er im Handel und in der Landwirtschaft. Außerdem wurde er in seiner Heimat Friedensrichter. Politisch wurde er Mitglied der Ende der 1790er Jahre von Thomas Jefferson gegründeten Demokratisch-Republikanischen Partei. Zwischen 1800 und 1804 saß er als Abgeordneter im Repräsentantenhaus von Pennsylvania.
Bei den Kongresswahlen des Jahres 1804 wurde Pugh im zweiten Wahlbezirk von Pennsylvania in das US-Repräsentantenhaus in Washington, D.C. gewählt, wo er am 4. März 1805 die Nachfolge von Isaac Van Horne antrat. Nach einer Wiederwahl konnte er bis zum 3. März 1809 zwei Legislaturperioden im Kongress absolvieren. Im Jahr 1808 wurde er nicht mehr in seinem Mandat bestätigt. Nach seiner Zeit im US-Repräsentantenhaus war John Pugh zwischen 1810 und 1821 Notar im Bucks County. Er starb am 13. Juli 1842 in Doylestown.